# Ерколе Рабітті
Ерколе Рабітті (італ. Ercole Rabitti, 24 серпня 1921, Турин — 27 травня 2009, Феррара) — італійський футболіст, що грав на позиції нападника. По завершенні ігрової кар'єри — тренер.

## Ігрова кар'єра
У дорослому футболі дебютував 1939 року виступами за команду «Ювентус», в якій провів чотири сезони, так і не ставши гравцем осноного складу і взявши участь лише у 6 матчах чемпіонату. За результатами розіграшу 1941/42 виборов титул володаря Кубка Італії.
Згодом з 1943 по 1948 рік грав за «Казале», «Кунео», «Спецію» та «В'яреджо». 
1948 року приєднався до команди «Комо». Відігравав у ній помітну роль, взявши протягом наступних чотирьох років участь у 116 іграх першості Італії та забивши 35 голів. Зокрема став співавтором найкращого результату в історії «Комо» — сьомого місця у чемпіонаті сезону 1949/50. 
У подальшому ще пограв за «Фанфуллу», «Чечину» та «Анконітану», а завершив ігрову кар'єру в «Асті», за який виступав протягом 1958—1959 років.

## Кар'єра тренера
Розпочав тренерську кар'єру працюючи з молодіжною командою «Ювентуса», а протягом заключних 8 турів сезону 1963/64 виконував обов'язки головного тренера основної команди «б'янконері».
Протягом 1966–1967 років тренував «Савону», а згодом повернувся до роботи із молодіжною командою «Ювентуса». Після украй невдалого для головної команди «Юве» початку 1969/70 (лише одна перемога при трьох поразках у шести стартових турів) керівництво клубу звільнило з посади її головного тренера аргентинця Луїс Карнілья, а на його місце було знову призначено Рабітті. Під його орудою результати команди покращилися, і вона завершила сезон на третьому місці у чемпіонаті, що, утім, не відповідало рівню амбіцій керівництва клубу, тож до наступного сезону його головну команду тренував вже новий головний тренер, Армандо Піккі.
Останнім же у тренерській кар'єрі Ерколе Рабітті став інший туринський клуб, «Торіно», де він також починав із роботи з молодіжним складом, а протягом 1980–1981 років був головним тренером його головної команди.
Помер 27 травня 2009 року на 88-му році життя у Феррарі.

## Титули і досягнення
- Володар Кубка Італії (1):

«Ювентус»: 1941-1942